# Szegény Gélyi János lovai
A Szegény Gélyi János lovai Mikszáth Kálmán novellája, amely a tizenöt novellából álló A jó palócok című kötetében jelent meg. Ez a 13. novella a kötetben. A jó palócok 1882-ben jelent meg, és nagy sikere volt, segítve Mikszáthnak kitörni a szegénységből. A kötet néhány dologban eltér az egy évvel korábban írt Tót atyafiaktól, és bár rövid novellákból áll, hasonló tanulság lelhető fel benne: ha valaki hibázik, akkor annak a következményeit vállalnia kell.

## Értelmezés
Főhőse, Gélyi János egyrészt azért „szegény”, mert a felesége hűtlen lesz hozzá; másrészt azért, mert elveszíti a lovait, sőt végül a saját életét is. A három legfontosabb dolog az életében egyszerre szűnik meg, mivel együtt halnak meg.
Műfaja novella, mivel aránylag rövid a terjedelme, kevés szereplőt, kevés helyszínt tartalmaz; a cselekmény időtartama mintegy fél nap. Gélyi János istállójában kezdődik a történet, majd előrehaladva az úton találjuk magunkat, amelyről Gélyi János belehajtja a szekeret a szakadékba. Balladai sajátosságok is fellelhetőek benne: egyrészt vannak kidolgozatlan részletek, homályos pontok, és ettől a novella szaggatottá válik, ami alapvetően a balladákra jellemző. A másik, ami miatt balladára hasonlít, a tragikus végkifejlet.
Az elbeszélő többnyire Gélyi János szemszögéből mondja el a történetet, azonban megjelenik a mindentudó elbeszélői nézőpont is. Az elbeszélés módja a szabad függő beszéd, amit Mikszáth Kálmán alkotott meg; alig észrevehetően siklik át a novella a függő beszédből a hős gondolatainak közlésébe.

### Szerkezet

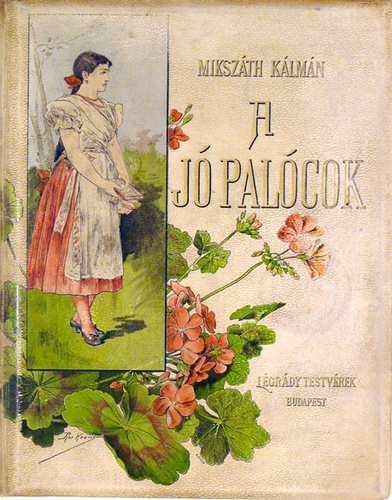
A novelláskötet borítója

Bevezetés: Gélyi János rövid bemutatása. Megemlíti, hogy odavan a lovaiért, és a legszebb lovai vannak a faluban, mindenki irigyli őt ezért.  A szereplő és felesége, Vér Klára megjelent az A bágyi csoda novellában is.
Fordulópont: Gélyi János meghallja, ahogy a felesége beszélget egy öregasszonnyal, hogyan üzenjen a szeretőjének: a kocsiúton a faluba leérve el fogja ejteni fehér rózsáját, amikor a kocsi az ismeretlen férfi mellé ér.
Tárgyalás: Gélyi János és Vér Klára elindulnak a menyegzőre.
Csúcspont: Gélyi János meglátja, hogy felesége eldobja a fehér rózsát. 
Befejezés: Gélyi János elvakul a haragtól, és a szekerével, lovaival, feleségével együtt belehajtja a kocsit a szakadékba, és mindenki meghal.

### Szereplők
Vér Kláráról megemlítik, hogy vörös haja van, aminek akkoriban egy olyan felhangja volt, hogy erkölcstelen. Az értelmezés tehát, hogy vér nem válik vízzé, jelen esetben aki amúgy sem hűséges típus, mert nem olyan a természete, az nem tudja elkerülni a hűtlenséget.